# Love Sublime
Love Sublime från 2006 är ett musikalbum med jazzpianisten Brad Mehldau och sopranen Renée Fleming. Materialet är ett beställningsverk från Carnegie Hall och uruppfördes i maj 2005.
Musiken är komponerad av Brad Mehldau till dikter av Rainer Maria Rilke (1875–1926) och Louise Bogan (1897–1970). Texten till albumets titelspår är skriven av den nederländska jazzsångerskan Fleurine.

## Låtlista
All musik är skriven av Brad Mehldau.
Sånger ur The Book of Hours: Love Poems to God av Rainer Maria Rilke i översättning av Anita Barrows och Joanna R. Macy.
1. Your First Word Was Light – 5:28
2. The Hour is Striking So Close Above Me – 5:09
3. I Love the Dark Hours of My Being – 4:35
4. I Love You, Gentlest of Ways – 7:04
5. No One Lives His Life – 2:36
6. His Caring is a Nightmare to Us – 2:31
7. Extinguish My Eyes, I'll Go On Seeing You – 6:14

Tre sånger ur The Blue Estuaries av Louise Bogan
1. Tears in Sleep – 2:31
2. Memory – 3:25
3. A Tale  – 4:36

Love Sublime till text av Fleurine
1. Love Sublime – 4:21

## Medverkande
- Renée Fleming – sopran
- Brad Mehldau – piano